# Basileuterus cabanisi
Basileuterus cabanisi, "gulkronad skogssångare", är en fågelart i familjen skogssångare inom ordningen tättingar.

## Utbredning och systematik
Fågeln delas in i fyra underarter med följande utbredning:
- B. c. indignus – Santa Marta-bergen i norra Colombia och närliggande Sierra de Perijá på gränsen mot Venezuela
- B. c. cabanisi – nordöstra Colombia (Norte de Santander) och bergstrakter i nordvästra Venezuela (österut till Distrito Federal och Miranda)
- B. c. occultus – Colombia i västra och centrala Anderna (Antioquia söderut till Cauca) och östra Anderna (Magdalena och Santander)
- B. c. austerus – Colombia i östra Andernas östsluttning (Boyacá, Cundinamarca och västra Meta)

Den betraktas oftast som underart till guldkronad skogssångare (Basileuterus culicivorus), men urskiljs sedan 2016 som egen art av Birdlife International och IUCN.

## Status
Den kategoriseras av IUCN som livskraftig.

## Namn
Fågelns vetenskapliga artnamn hedrar Jean Louis Cabanis (1816-1906), tysk ornitolog och grundare av Journal für Ornithologie 1853.